# Gago Coutinho
Carlos Viegas Gago Coutinho ou somente Gago Coutinho GCTE • GCC • ComA • GOA • GCA • GCSE • GCIC • GCCa (Santa Maria de Belém, Lisboa, 17 de fevereiro de 1869 — Santa Engrácia, Lisboa, 18 de novembro de 1959) foi um geógrafo cartógrafo, oficial da Marinha Portuguesa, navegador e historiador. Juntamente com o aviador Sacadura Cabral, tornou-se um pioneiro da aviação ao efetuar a Primeira travessia aérea do Atlântico Sul, no hidroavião Lusitânia em 1922.

## Infância e juventude
Carlos Viegas Gago Coutinho nasceu em Santa Maria de Belém, Lisboa, no número 5 (actualmente número 27) da Calçada da Ajuda em 17 de fevereiro de 1869, filho de José Viegas Gago Coutinho, natural de São Brás de Alportel, e de sua mulher e prima em segundo grau Fortunata Maria Coutinho, natural de Faro.
De família humilde, não pode frequentar, como desejava, o curso de Engenharia na Alemanha e ingressou, aos 17 anos, na Marinha Portuguesa, tendo terminado o curso da Escola Naval em 1888.

## Carreira militar
Serviu em vários navios e participou nas operações militares de Tungue (Moçambique) em 1890 e em Timor em 1912.
Distinguiu-se como cartógrafo e geodeta a partir de 1898, aquando de sua primeira comissão em Timor. Até 1920 levantou e cartografou não apenas aquele território mas também o de Niassa (1900), Congo (1901), Zambézia (1904-1905), Barotze (1912-1914), São Tomé e Príncipe (1916), estabelecendo vértices geodésicos e determinando coordenadas em missões científicas onde conseguia precisões notáveis, devido ao seu rigor e dedicação à missão que lhe fora confiada. Respondeu pela delimitação definitiva da parte norte da fronteira entre Angola e Zaire.
No decurso destes trabalhos fez a pé a travessia da África, onde conheceu Sacadura Cabral. Este incentivou-o a dedicar-se ao problema da navegação aérea, o que levou ao desenvolvimento do sextante de horizonte artificial, posteriormente comercializado pela empresa alemã Plath com o nome "Sistema Gago Coutinho". Juntos inventaram ainda um "corretor de rumos" (o "plaqué de abatimento") para compensar o desvio causado pelo vento. Para testar essas ferramentas de navegação aérea, realizaram em 1921 a travessia aérea Lisboa-Funchal.

## Primeira travessia aérea do Atlântico Sul

Rota da primeira travessia aérea do Atlântico Sul.

Assim preparados, em 1922, no contexto das comemorações do centenário da Independência do Brasil, os dois aviadores realizaram a primeira travessia aérea do Atlântico Sul, sendo recebidos entusiasticamente em várias cidades do Brasil (Rio de Janeiro, São Paulo, Salvador, Recife), bem como no regresso a Portugal.
Gago Coutinho e Sacadura Cabral regressaram a Portugal a bordo da Barca Foz do Douro, de Joaquim Costa Carvalho ("A minha viagem na Barca Foz do Douro, do Brasil a Portugal" Editora Maritímo-Colonial Lda., Lisboa).

## Anos posteriores
Gago Coutinho foi nomeado 35.º Sócio Honorário do Ginásio Clube Figueirense a 2 de junho de 1922. 

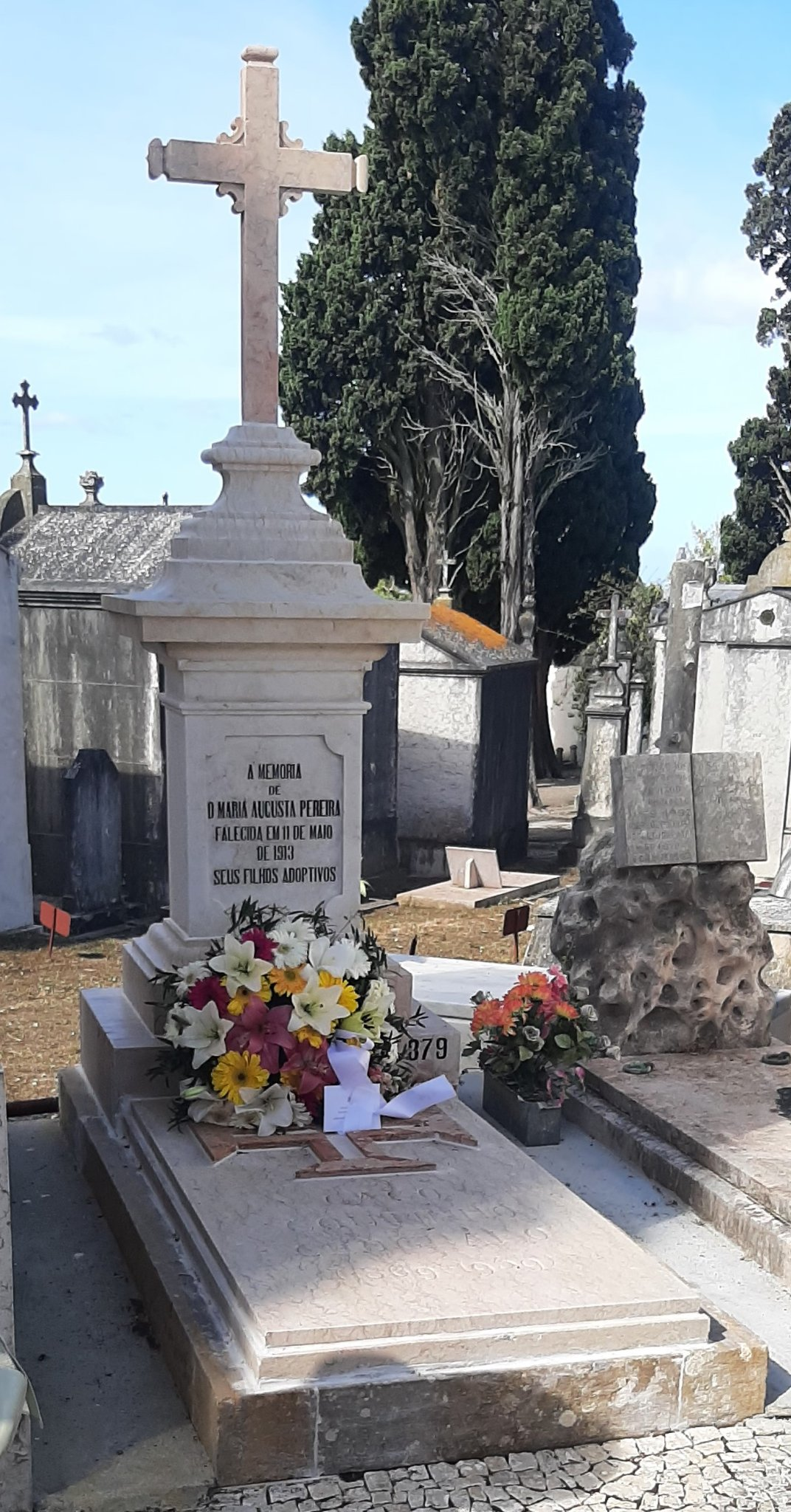
Jazigo do Almirante Gago Coutinho, no Cemitério da Ajuda

Em 1954 a TAP convidou-o para um voo experimental ao Rio de Janeiro em um DC-4, antecipando a futura linha regular que se estabeleceria em 1961.
A partir de 1925 dedicou-se à História Náutica, tendo desenvolvido vasta obra de investigação científica, publicando significativa variedade de trabalhos geográficos e históricos, principalmente acerca das navegações portuguesas, como, por exemplo, "O Roteiro da Viagem de Vasco da Gama" e a sua versão de "Os Lusíadas". Vários de seus trabalhos encontram-se compilados na "Náutica dos Descobrimentos".
Conhece-se colaboração da sua autoria na revista Boletim Fotográfico (1900-1914), na Gazeta das colónias (1924-1926) e na edição mensal do Diário de Lisboa (1933).
Correspondeu-se com grandes nomes da história da aviação da época como Alberto Santos Dumont, apoiou Sarmento de Beires e João Ribeiro de Barros.
Pertenceu ao Grande Oriente Lusitano da Maçonaria Portuguesa e foi sócio da Sociedade de Geografia de Lisboa, onde foi responsável por uma das secções.
Por decisão da Assembleia Nacional e mediante decreto específico foi promovido a Almirante em 1958.

## Condecorações
- Grau de Comendador da Ordem Militar de Avis de Portugal (11 de março de 1919)
- Grau de Grande-Oficial da Ordem Militar de Avis de Portugal (19 de outubro de 1920)
- Grau de Grã-Cruz da Ordem Militar da Torre e Espada, do Valor, Lealdade e Mérito de Portugal (21 de abril de 1922)
- Grau de Grã-Cruz da Ordem Militar de Sant'Iago da Espada de Portugal (1 de maio de 1922)
- Grau de Grã-Cruz da Ordem Militar de Avis de Portugal (18 de outubro de 1926)
- Grau de Grã-Cruz da Ordem do Império Colonial de Portugal (28 de janeiro de 1943)
- Grau de Grã-Cruz da Ordem Militar de Cristo de Portugal (28 de junho de 1947)
- Grau de Grã-Cruz da Ordem de Camões de Portugal, a título póstumo (13 de janeiro de 2023)[13]

## Morte
Faleceu no dia seguinte a completar 90 anos, no Hospital da Marinha, na freguesia de Santa Engrácia, vitima de esclerose renal, no estado civil de solteiro e sem filhos, sendo sepultado no Cemitério da Ajuda em Lisboa.

## Homenagens
Entre outras homenagens, vários lugares homenageiam Gago Coutinho:
- Uma rua em Recife, no bairro do Pina.
- Uma rua em Curitiba, no bairro Bacacheri, próximo ao Cindacta II
- Uma rua no Rio de Janeiro, próxima ao Parque Guinle
- Uma rua em São José do Rio Preto, São Paulo, Brasil
- Uma rua em Ribeirão Preto, São Paulo, Brasil
- Uma rua em Londrina, Paraná, Brasil
- Uma rua em São Paulo, São Paulo, Brasil
- Uma rua no bairro Jardim Chapadão, em Campinas, São Paulo, Brasil.
- Uma rua em Uberlândia, Minas Gerais, Brasil
- Avenida Gago Coutinho, em Montemor-o-Novo, Portugal
- Praça onde localiza-se o Aeroporto Internacional de Salvador, Salvador, Bahia, Brasil
- Avenida Almirante Gago Coutinho, em Lisboa, Portugal
- Uma avenida em Santo André, na Grande São Paulo
- Uma rua em Guarulhos, na Grande São Paulo
- O edifício da Câmara Municipal de São Brás de Alportel, Portugal, tem sede na rua Rua Gago Coutinho, n.º1
- Uma rua em Cuiabá, Mato Grosso, próximo a Av. CPA
- Uma rua em Praia Grande, no bairro campo da aviação
- Uma praça em Santos, próxima ao Ferry Boat, na Ponta da Praia
- Uma rua no Montijo, Portugal
- Uma rua em Vendas Novas, Portugal
- Uma rua em Olhão, Portugal
- Uma Rua e Travessa em Nisa, Portugal
- Uma escola secundária em Alverca do Ribatejo, Portugal
- Uma rua perto do Aeroporto Internacional de Mavalane, cidade de Maputo, Moçambique
- Uma Rua em Buriti Sereno, Aparecida de Goiânia, Goiás, Brasil
- Nome do aeródromo que pertence ao Condomínio Fly-in em Jaboticatubas, Minas Gerais, Brasil
- Uma Rua em Barretos, São Paulo
- Uma rua em Las Palmas de Gran Canaria, Ilhas Canárias
- Nome na Galeria de Nomes Históricos da Loja Maçônica "Refúgio do Guaporé"/Vilhena/Rondônia/Brasil
- Foram impressas uma série de notas de 100$00 (com Artur de Sacadura Freire Cabral), 500$00 e 1.000$00 de Moçambique e uma nota de 20$00 Chapa 9 de Portugal com a sua imagem.
- Uma rua em Bairro de Fátima, na cidade de Serra, Espírito Santo[1]
- Uma escola em Praia Grande na Cidade Ocean em São Paulo.
- CS-TTB, A319 da TAP AIR PORTUGAL, aquando da sua entrega à companhia portuguesa em dezembro de 1997, foi baptizado com o nome do ilustre historiador.
- Uma rua no Bairro do Paraíso, Portugal
- Uma rua em Moscavide, Loures

## Monografias
Entre muitas outras obras dispersas por periódicos, é autor das seguintes monografias:
- A náutica dos descobrimentos. Os descobrimentos marítimos vistos por um navegador. Colectânea de artigos, conferências e trabalhos inéditos do Almirante Gago Coutinho, Org. e pref. do Comandante Moura Braz, 2 vols., Lisboa, Agência Geral do Ultramar, 1951-1952.
- Ainda Gaspar Corte-Real, 35 p., Lisboa, 1950.
- Influencia que as primitivas viagens portuguesas a América do Norte tiveram sobre o descobrimento das "Terras de Santa Cruz", 26 p, Lisboa, 1937.
- Descobrimento do Brasil: Conferências. Liceu Literário, 1955